# Siple Ridge
Siple Ridge är en bergstopp i Antarktis. Den ligger i Östantarktis. Nya Zeeland gör anspråk på området. Toppen på Siple Ridge är 2 570 meter över havet, eller 242 meter över den omgivande terrängen. Bredden vid basen är 2,5 km.
Terrängen runt Siple Ridge är varierad. Trakten är obefolkad. Det finns inga samhällen i närheten. 